# Корабель першого рангу (вітрильний)

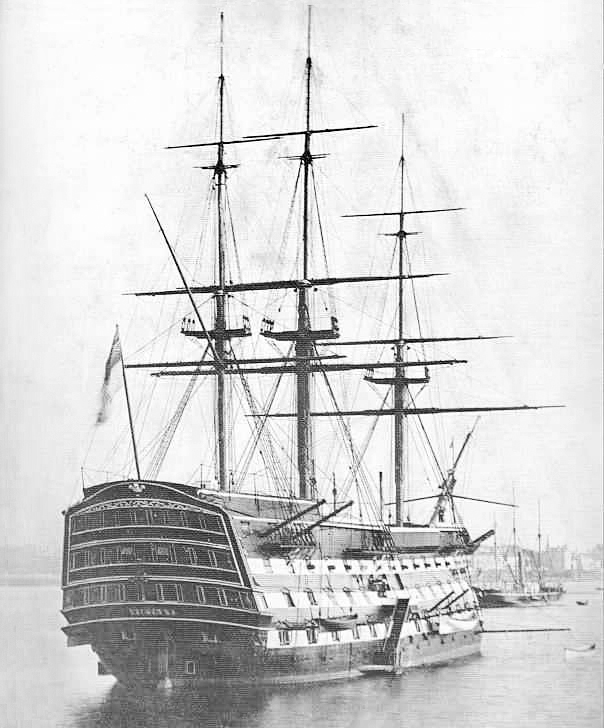
HMS Victory у 1884 році.

Корабель 1-го рангу — найбільший з лінійних кораблів. У британській системі рангів мав назву англ. First Rate. На піку свого розвитку (кінець XVIII століття) — тридековий 130-гарматний лінійний корабель.

## Початок (XVII століття)
Коли близько 1610 року в Англії з'явився термін «перший ранг», до нього належали різні кораблі Королівського флоту від 48 до 72 гармат, як галеони, так і перехідні типи кораблів. Спільним у них було те, що це найбільші з-поміж королівських кораблів. З початком будівництва лінійних кораблів, характеристики яких є схожими між собою, їхні загальні ознаки поступово стають більш визначеними.
Значний вплив здійснив HMS Sovereign of the Seas, який започаткував своєрідний стандарт, що типовий корабель першого рангу був тридековим (мав 3 дека), 90—100-гарматним, мав водотоннажність 1900—2000 тонн і 500—550 чоловік команди. Введення формальної системи рангів у 1677 році зафіксувало ці ознаки.

## Доба вітрил (1756—1815)

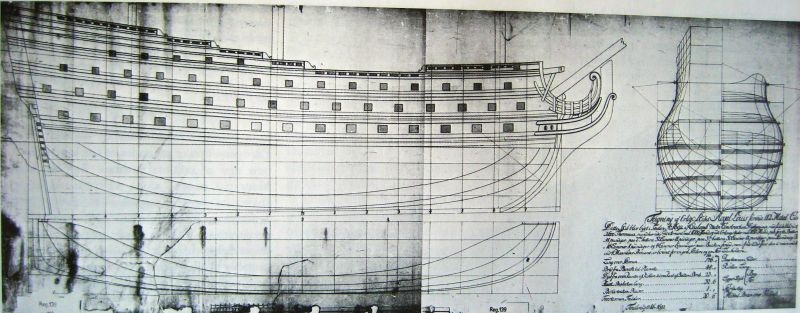
Креслення Royal Louis, 1692. На півшироті відображені всі батарейні палуби, а також верхня палуба, орлоп, шканці та ют.

Кораблі першого рангу — тридекові кораблі, які мали 100 та більше гармат — були найбільшими, найпотужнішими та найдорожчими, що робило їх одними з найскладніших промислових споруд свого часу. Оскільки вони потребували великі витрати коштів, їх будували з якомога більшою ретельністю та увагою, завжди на королівських верфях (у Британії — Чатем, Дептфорд, Вулвіч та Портсмут), і лише з найкращих матеріалів. Прагнення зробити їх довговічними призводило до довгого будівництва, особливо в процесі підготування спеціальної деревини для суден.
Вони застосовувалися рідко, здебільшого під час воєн і криз, тому їхній корпус не піддавався зносу довгих плавань. Перебуваючи в резерві, вони також отримували найкращий догляд, а за необхідності проходили ремонти, а подекуди навіть ґрунтовні перебудови. У результаті цього кораблі першого рангу відрізнялися винятково великим терміном служби. Наприклад, HMS Victory на момент Трафальгардської битви плавала вже сорок років, а HMS Britannia була ще на три роки старшою. Водночас HMS Victory між 1771 і 1788 роком чотири рази проходила ремонт на верфі до шести місяців, а між 1801 і 1803 роком зазнала великої перебудови.
Кораблів першого рангу завжди було небагато, а через задовгий процес будівництва кораблі, будівництво яких розпочате в 1790-ті роки, почали приносити відчутну користь ближче до кінця війни з Францією.
| Рік  | У строю | У ремонті або в резерві |
| ---- | ------- | ----------------------- |
| 1793 | 1       | 4                       |
| 1796 | 6       | 0                       |
| 1799 | 4       | 2                       |
| 1801 | 4       | 2                       |
| 1805 | 6       | 1                       |
| 1808 | 4       | 2                       |
| 1811 | 5       | 2                       |
| 1814 | 7       | 0                       |
| 1815 | 0       | 8                       |

Попри те, що британський флот був найбільшим у світі, він не мав найбільше кораблів першого рангу. Водночас у 1793 році Франція мала п'ять лінійних кораблів зі 110 гарматами та ще три 118-гарматних. Іспанія в 1796 році мала десять 112-гарматних кораблів і надпотужний «Сантисіма-Трінідад» — номінально чотиридековий, 136-гарматний корабель.
Найбільш новітнім кораблем британського флоту в 1793 була <i id="mwYw">HMS Queen Charlotte</i> з водотоннажністю 2286 тонн, яка мала тридцять 32-фунтових гармат на нижній палубі, тридцять 24-фунтових на середній і тридцять 12-фунтових на верхній, а також чотири 12-фунтових та чотирнадцять 32-фунтових карронад на баку та шканцях і шість 18-фунтових карронад на юті. Під час Американської війни за незалежність замість повільних 42-фунтових гармат здобули поширення більш практичні 32-фунтові.

### Розвиток (1790—1815)
Наступним великим кроком було введення класу 110-гарматних кораблів з появою HMS Ville de Paris, замовленого в 1788 році. Він мав 30 гарматних портів на борт на нижній та середній палубах та 32 порти на верхній, де калібр був збільшений з 12 до 18-фунтового. HMS Hibernia, замовлена у 1790 році, мала на ще два порти більше на кожній палубі та досягла водотоннажність 2500 тонн. HMS Caledonia 1794 року була першим британським 120-гарматним кораблем, батареї якої складалися з тридцяти двох 32-фунтових гармат, тридцяти чотирьох 24-фунтових, тридцяти чотирьох 18-фунтових і двадцяти 12-фунтових на баку і шканцях. Останнім типом цих часів був HMS Nelson, подібний за розмірами та складом озброєння.
З середини війни до ладу почали входити менші 100-гарматні, але виникла тенденція знижувати їх до другого рангу та 98 гармат. Такий тип зменшених тридекових кораблів був притаманний суто британському флоту.

### Роль та значення в бою
У бою корабель першого рангу відігравав роль опорного пункту лінії і, оскільки здебільшого був флагманським, значною мірою привертав увагу супротивника. Якщо під час бою була така можливість, то командування прагнуло спрямувати тридекові кораблі проти відповідних супротивників. Наприклад, лорд Ричард Хау перед Битвою першого червня реорганізував свою лінію з урахуванням кораблів першого рангу, які були у французів. Французькі та іспанські адмірали іноді переносили прапор на фрегати у зв'язку з тим, що, як вони стверджували, таким чином їм краще видна загальна картина бою. Водночас англійські адмірали щонайменше символічно були зобов'язані слугувати прикладом іншим кораблям. Тридекові кораблі здебільшого знаходилися в активних ділянках бою (наприклад, як HMS Queen Charlotte ларда Хау в Битві першого червня) і були здатні завдавати величезних руйнувань, завдяки потужному залпу із щільним вогнем трьох батарейних палуб.
Корабель першого рангу також був більш витривалим проти великих пошкоджень. У початковій фазі Трафальгардської битви HMS Royal Sovereign наодинці вів бій проти всієї французької лінії протягом п'ятнадцяти хвилин, допоки не надійшла допомога. Жоден англійський корабель першого рангу не загинув у бою протягом усього XVIII століття. У супротивників британців кораблі першого класу частіше були знищені в бою, аніж захоплені: Ville de Paris де Грасса, було захоплено в 1782 році в битві при островах Всіх святих і затонулий від шторму того ж року, і Commerce de Marseilles, виведений з Тулона в 1793 році.
З огляду на морські походи, корабель першого рангу майже без винятку опинявся в одному з двох головних флотів — у Ла-Манші чи Середземному морі залежно від стратегічної ситуації. Такий корабель був неповороткий, мав осадку до 27 футів, і в разі відносно серйозного пошкодження потребував послуг великої верфі, у зв'язку з чим знаходився у відносній близькості від неї.

## Інші країни
У французькій системі рангів, де замість рангу була тенденція безпосередньо вказувати кількість гармат, чи кількість батарейних палуб, кораблі першого рангу називалися, наприклад, фр. Vaisseau de 130-canons або фр. Vaisseau de 3 ponts відповідно. Водночас використовувався також термін фр. Vaisseau de 1er Rang.
В Іспанії система рангів не мала популярності, хоча й найбільші з лінійних кораблів були іспанськими.
Сполучені Штати Америки в 1776—1848 роках не мали системи рангів через непотрібність, оскільки конгрес США не завжди дозволяв будівництво великих кораблів. У результаті зупинялося будівництво кораблів, над якими вже почали роботу, та проєкт перероблявся, через що не всі розпочаті лінійні кораблі були добудовані й не всі добудовані почали експлуатуватися. Ті, які використовувалися, позначалися не за рангом, а за кількістю гармат. З-поміж тридекових кораблів у 100 гармат чи більше, які почали будувати, лише один (USS Washington) став до ладу і здійснював морські походи, зокрема в Середземне море в 1816 році. Другий (USS Alabama, пізніше перейменований в USS New Hampshire) після кількох змін у складі озброєння залишився на стапелі, де зберігався на випадок війни.